# Система на модуле

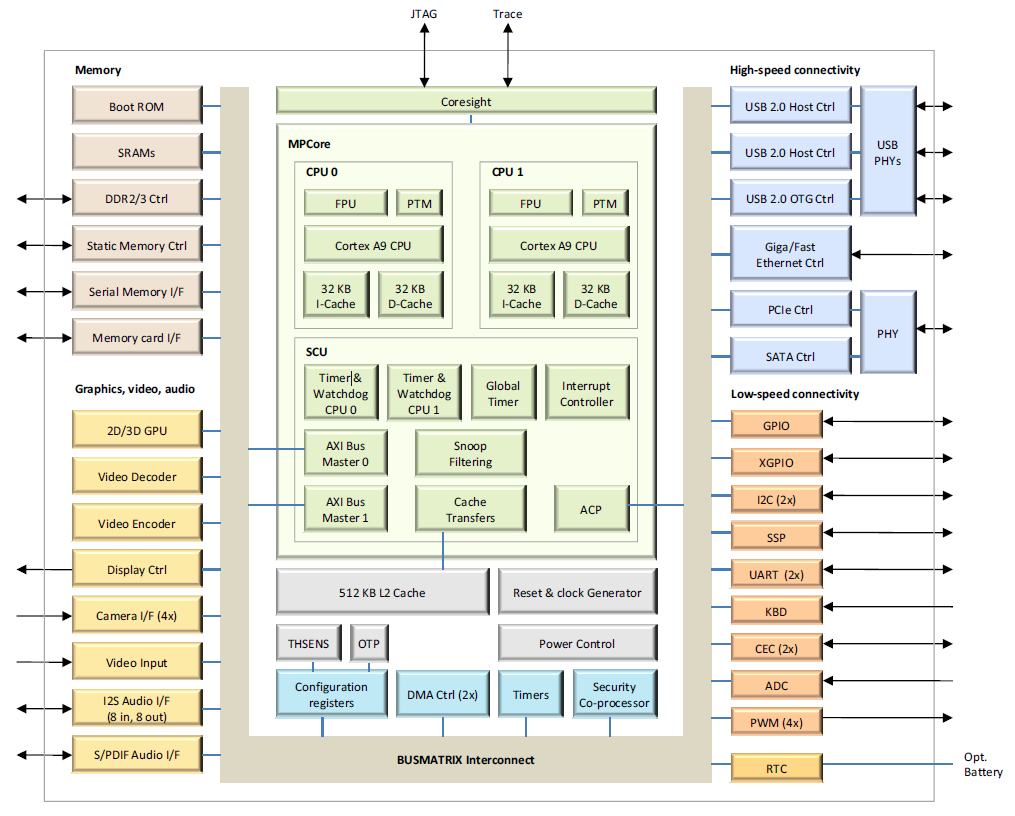
Пример блок-диаграммы SoM

Система на модуле (англ. System-on-a-Module, SoM) — архитектура компьютерной системы, при которой на одной печатной плате (модуле) располагаются все необходимые для работы подсистемы. Преимуществами SoM являются экономия времени при разработке, персонализация конфигураций, упрощение и сокращение стоимости разработки.
В отличие от одноплатного компьютера (SBC) SoM более гибок в конфигурации, позволяет наращивать систему дополнительными модулями.
Данная архитектура отличается и от SoC - в то время как система на кристалле является набором ключевых компьютерных компонентов, собранных на кристалле, в SoM компоненты размещаются на плате, такая система может включать в себя гораздо больше компонентов, в том числе и саму SoC.

## Области применения
Чаще всего SoM используется во встраиваемых системах, например:
- Промышленная автоматизация;
- Медицинские приборы;
- Электроника для транспорта;
- Обработка потокового видео;
- Промышленные ПК;
- Интернет вещей (IoT)